# Quadricladium aquaticum
Quadricladium aquaticum är en svampart som beskrevs av Nawawi & Kuthub. 1989. Quadricladium aquaticum ingår i släktet Quadricladium, divisionen sporsäcksvampar och riket svampar.   Inga underarter finns listade i Catalogue of Life.